# Soane Museum
Sir John Soane's Museum (často uváděno jen jako Soane Museum) je muzeum architektury, nacházející se v původním domě architekta sira Johna Soanea. V jeho sbírkách se nachází mnoho návrhů a modelů projektů na nichž se podílel a obrazy, návrhy a starožitnosti, které nashromáždil. Muzeum se nachází na Lincoln's Inn Fields v londýnském obvodu Camden.

## Historie
Soane nechal zbořit a přestavět tři domy, které předtím koupil, na Lincoln's Inn Fields. Začal s domem číslo 12 (v letech 1792 až 1794), který byl z vnějšku jednoduchým nenápadným domem typickým pro dobu svého vzniku. Poté, co se stal roku 1806 profesorem architektury na Royal Academy, koupil sousední dům číslo 13. V období let 1808 až 1809 si nechal postavit svou pracovnu a muzeum. Roku 1812 nechal upravit průčelí domu od úrovně přízemí až do prvního patra. Poté, co se přestěhoval do čísla 13 nechal přestavět i interiér budovy. Roku 1823, kdy mu bylo 70 let, koupil i dům číslo 14, který nechal v letech 1823 až 1824 přestavět. To mu umožnilo vytvořit obrazovou galerii.
Muzeum bylo ustaveno ještě za doby Soaneova života zákonem schváleným parlamentem roku 1833, který nabyl účinnosti po Soaneově smrti roku 1837. Domy číslo 12 a 13 tak byly s veškerými sbírkami „věnovány národu“ (s klauzulí, že budou zachovány v co nejméně pozměněné podobě tak, jak je John Soane zanechal v době své smrti). Na konci 19. století byl vytvořen průchod mezi domy číslo 12 a 13, aby byly místnosti domu číslo 12 zpřístupněny pro muzeum, a od roku 1969 se dům číslo 12 stal součástí muzea a nachází se v něm vědecká knihovna, kanceláře a od roku 1995 Soaneova galerie vyhrazená pro specializované výstavní akce. Od roku 1947 je muzeum podporováno vládními granty. Soaneovo muzeum je v současnosti národním centrem pro studium architektury. Roku 1997 správní rada z prostředků loterijního fondu zakoupila pro muzeum i dům číslo 14. Protože během let došlo k mnoha změnám v rozvržení muzea, prochází od roku 2011 třífázovou rekonstrukcí, která by měla být ukončena v létě 2016 a vrátit dům o kousek blíže jeho původní podobě (především rekonstrukcí a znovuotevřením Soaneových soukromých pokojů) a zároveň vytvořit bezbariérový přístup do muzea.

## Sbírky
Sbírky muzea obsahují asi 30 000 architektonických návrhů od knih návrhů domů z alžbětinské doby od Johna Thorpea až po nejrozsáhlejší sbírku originálů návrhů Roberta Adama. Kolekce obsahuje také architektonické modely. Sbírka neoklasicistních skulptur zahrnuje sádrová i terakotová díla Johna Flaxmana.
Se sbírek obrazů jsou nejznámější díla Williama Hogartha a tři významné obrazy Canaletta.
V přízemí muzea je vystaven alabastrový sarkofág Sethiho I. ze 13. století př. n. l., nejcennější kousek, který kdy Soane zakoupil.